# جی. ادوارد برومبرگ
جوزف ادوارد برومبرگ (انگلیسی: Joseph Edward Bromberg؛ ‏ ۲۵ دسامبر ۱۹۰۳ – ۶ دسامبر ۱۹۵۱) بازیگر یهودی اهل ایالات متحده آمریکا با تباری مجارستانی-رومانیایی بود. برومبرگ در زندگی خصوصی، کمی پیش از مرگش، حضوری جسورانه در کمیته فعالیت‌های ضد آمریکایی مجلس نمایندگان داشت. برومبرگ قربانی تبلیغات منفی و از قربانیان فهرست سیاه هالیوود محسوب می‌شود. او یکی از «نام‌هایی» بود که الیا کازان، کارگردان آمریکایی، در دومین حضورش در برابر کمیته فعالیت‌های ضد آمریکایی مجلس نمایندگان از او نام برد.
از فیلم‌ها یا برنامه‌های تلویزیونی که وی در آن نقش داشته است، می‌توان به ماجرای پرشور هالیوود، دیدار دوباره در فرانسه، محموله عجیب، شبح اپرا، علامت زورو، سوئز، ماجرای مرموز و پرالتهاب، جسی جیمز، سیر در عرش، چهار مرد و یک نیت خیر، طاق نصرت، تنسی جانسون و فرزند خلف اشاره کرد.